# Wójtowizna (województwo mazowieckie)
Wójtowizna – wieś sołecka w Polsce położona w województwie mazowieckim, w powiecie otwockim, w gminie Osieck.
Wierni Kościoła rzymskokatolickiego należą do parafii św. Bartłomieja Apostoła w Osiecku.
W latach 1975–1998 miejscowość administracyjnie należała do województwa siedleckiego. Wieś powstała na gruntach należących niegdyś do wójta jako jego utrzymanie.